# Aneilema
Aneilema är ett släkte av himmelsblomsväxter. Aneilema ingår i familjen himmelsblomsväxter.

## Bildgalleri

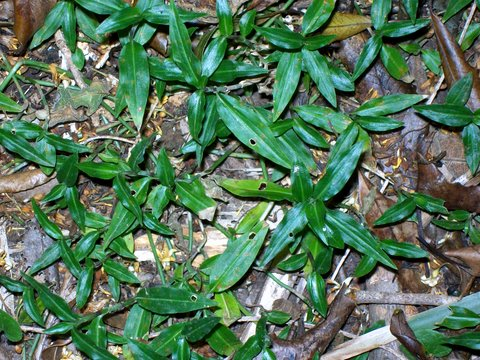
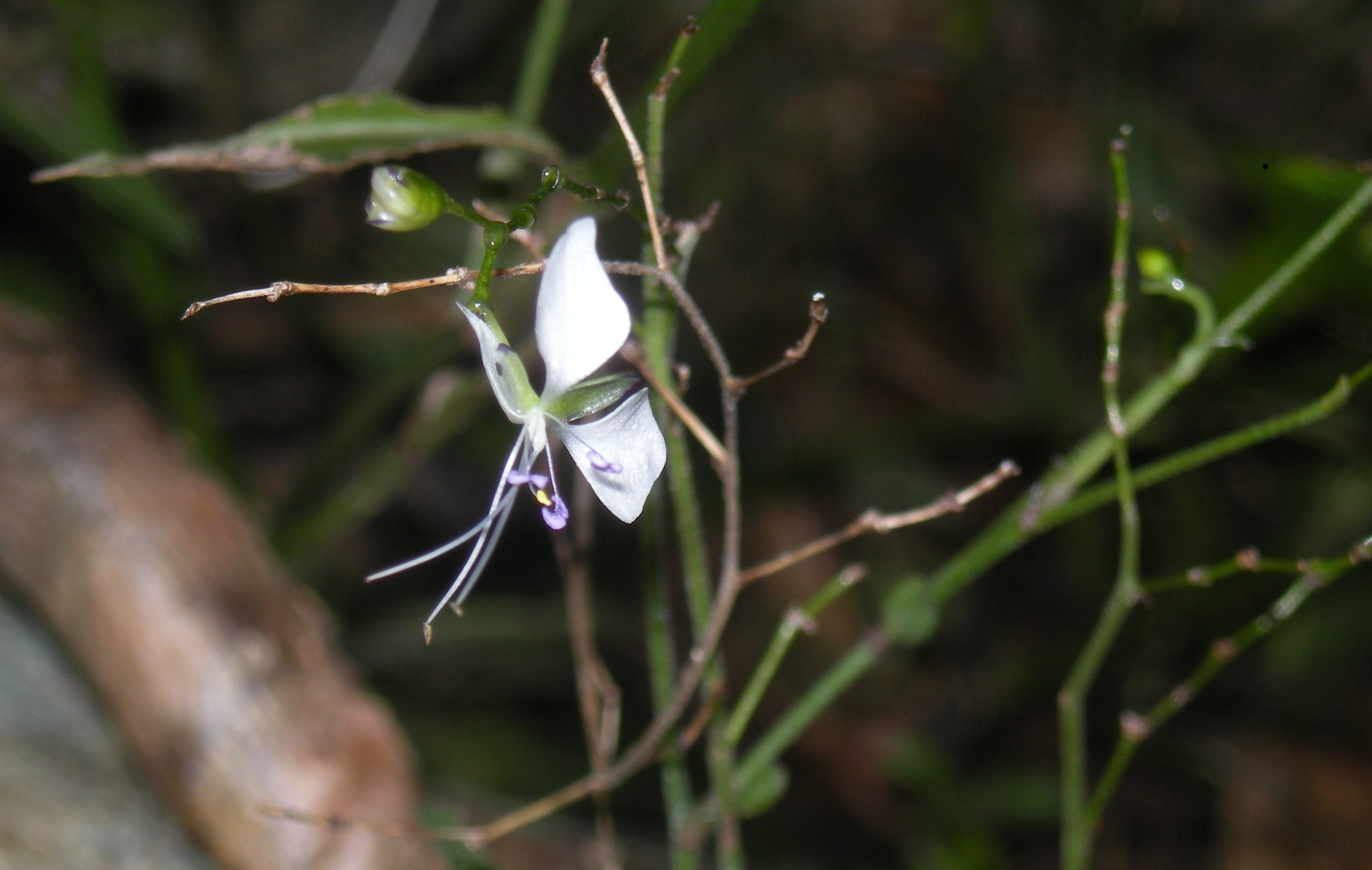

## Dottertaxa tillAneilema, i alfabetisk ordning[1]
- Aneilema acuminatum
- Aneilema aequinoctiale
- Aneilema alatum
- Aneilema angolense
- Aneilema aparine
- Aneilema arenicola
- Aneilema benadirense
- Aneilema beniniense
- Aneilema biflorum
- Aneilema brasiliense
- Aneilema brenanianum
- Aneilema brunneospermum
- Aneilema calceolus
- Aneilema chrysopogon
- Aneilema clarkei
- Aneilema dispermum
- Aneilema dregeanum
- Aneilema forsskalii
- Aneilema gillettii
- Aneilema grandibracteolatum
- Aneilema hirtum
- Aneilema hockii
- Aneilema homblei
- Aneilema indehiscens
- Aneilema johnstonii
- Aneilema lamuense
- Aneilema lanceolatum
- Aneilema leiocaule
- Aneilema longicapsa
- Aneilema longirrhizum
- Aneilema macrorrhizum
- Aneilema mortonii
- Aneilema neocaledonicum
- Aneilema nicholsonii
- Aneilema nyasense
- Aneilema obbiadense
- Aneilema paludosum
- Aneilema pedunculosum
- Aneilema petersii
- Aneilema plagiocapsa
- Aneilema pomeridianum
- Aneilema pusillum
- Aneilema recurvatum
- Aneilema rendlei
- Aneilema richardsiae
- Aneilema schlechteri
- Aneilema sclerocarpum
- Aneilema sebitense
- Aneilema setiferum
- Aneilema siliculosum
- Aneilema silvaticum
- Aneilema somaliense
- Aneilema spekei
- Aneilema succulentum
- Aneilema tanaense
- Aneilema taylorii
- Aneilema trispermum
- Aneilema umbrosum
- Aneilema usambarense
- Aneilema welwitschii
- Aneilema woodii
- Aneilema zebrinum